# Universidade de Hong Kong
A Universidade de Hong Kong (abreviação em inglês HKU) é a instituição de ensino superior mais antiga de Hong Kong. Seu lema é Sapientia et Virtus, que significa sabedoria e virtude em latim. A língua de instrução oficial é o inglês.
Em 1962, como parte das celebrações do Jubileu de Ouro, sir Alberto Rodrigues foi nomeado presidente do conselho de administração desta Universidade. Ele foi agraciado com o grau de Legum Doctor (honoris causa) nesse mesmo ano.